# Trésor de Caubiac

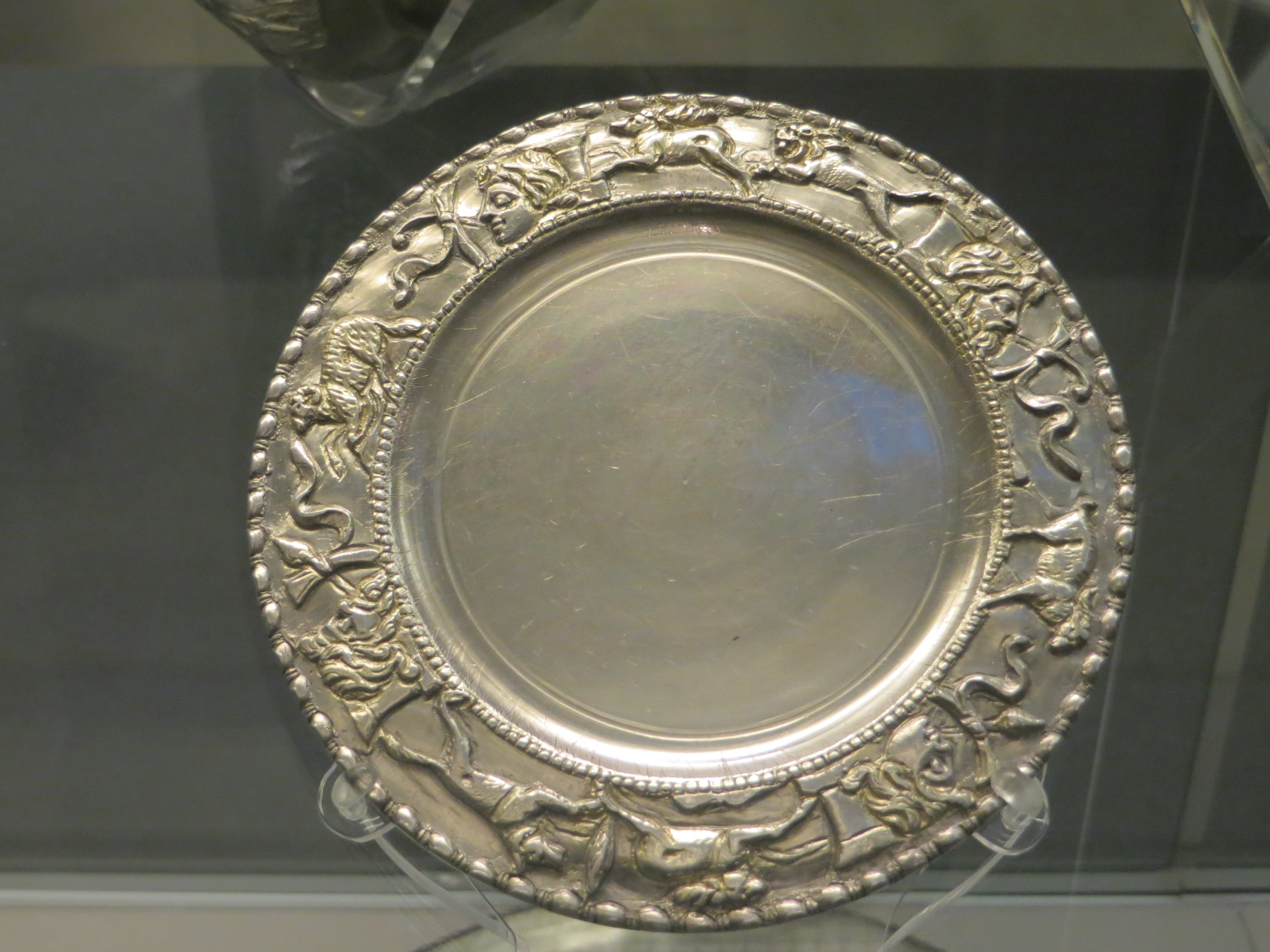
Assiette avec une frise décorée, diamètre 14 cm.

Le trésor de Caubiac est un trésor d'argenterie romaine découvert à Thil (Haute-Garonne) en 1785. Il est désormais exposé au British Museum à Londres qui l'a acquis en 1824.

## Découverte
En mai 1785, un paysan découvre fortuitement, enfoui peu profondément sur un terrain de la commune de Thil appartenant à Guillaume Cornac, un habitant de Caubiac, un lot de sept objets en argent d'époque romaine. Le trésor est étudié par M. de Montégut qui localise la découverte à Caubiac dans une communication publiée en 1789 dans le Mémoire de l'Académie des sciences, inscriptions et belles-lettres de Toulouse. La découverte en 1988 d'une note manuscrite sur un exemplaire du Mémoire a permis de resituer la découverte à Thil, au lieu-dit « Le Mouillas ». Le trésor est acheté par l'abbé Tersan de Paris qui le revend en 1790 au collectionneur anglais Richard Payne-Knight qui en fait don an 1824 au British Museum où il est désormais exposé.

## Composition du trésor
Le trésor, composé de sept éléments de vaisselle en argent décoré de sujets bacchiques, est caractéristique de l'orfèvrerie romaine des IIe et IIIe siècles.

## Galerie

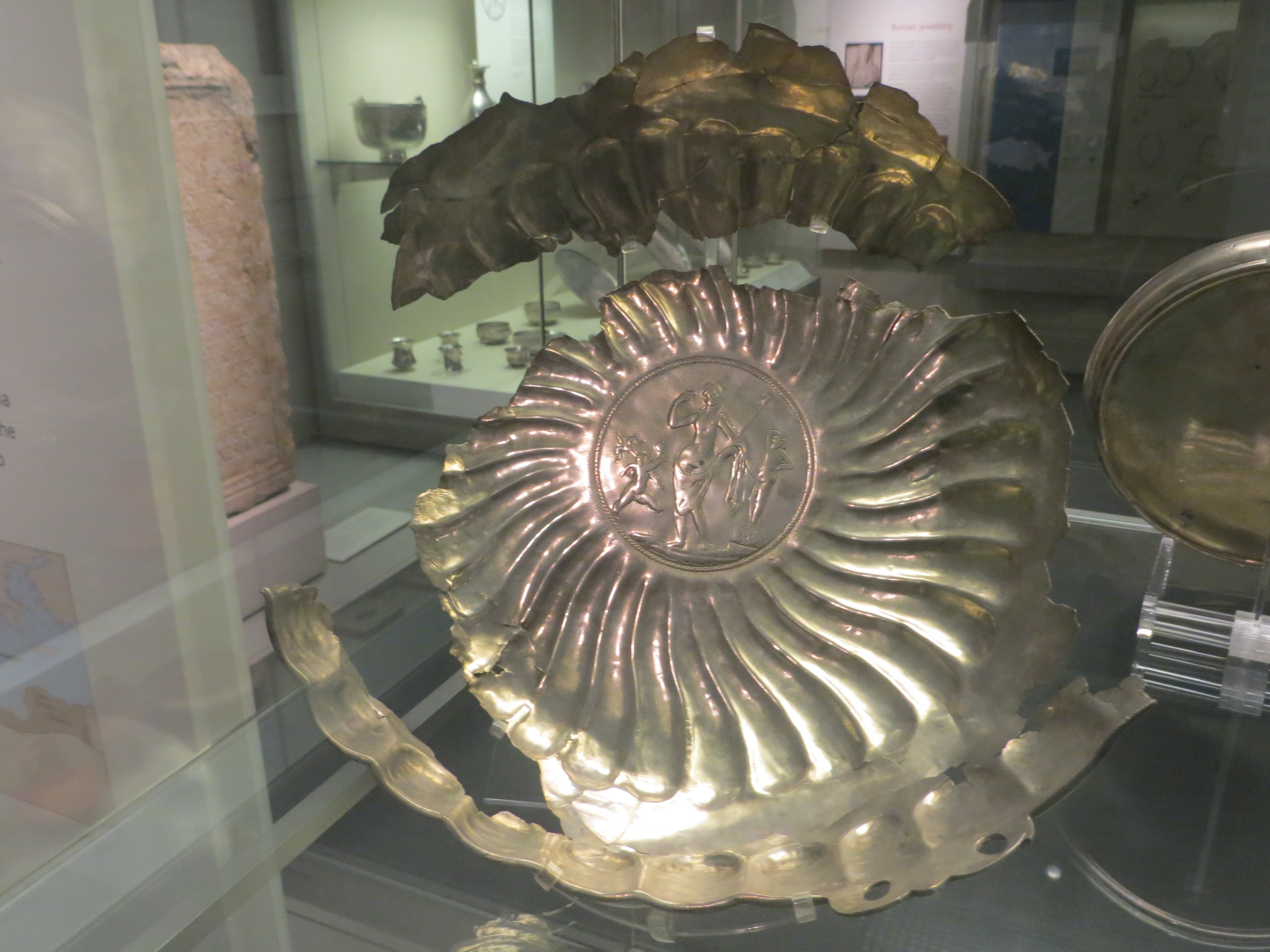
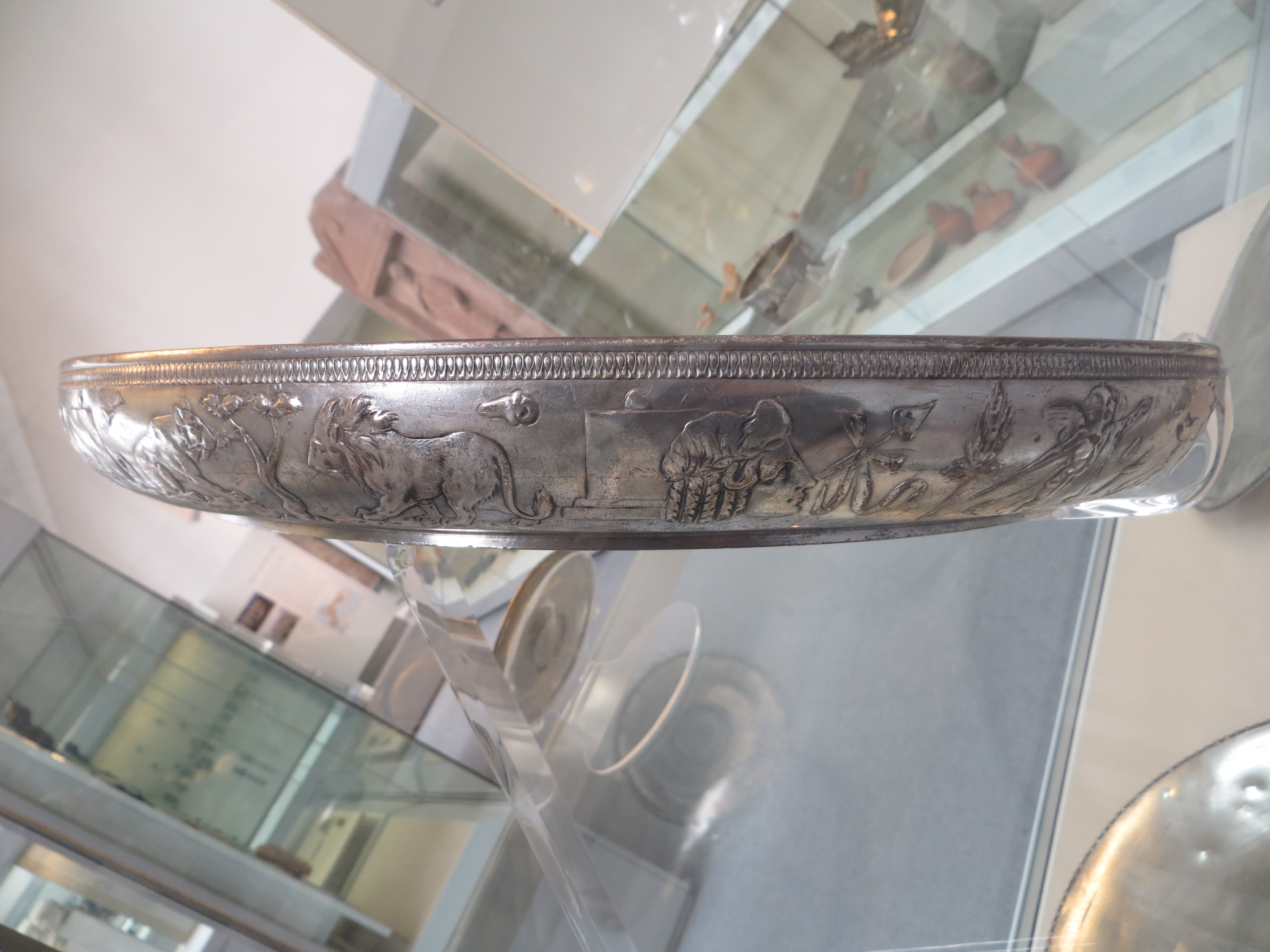
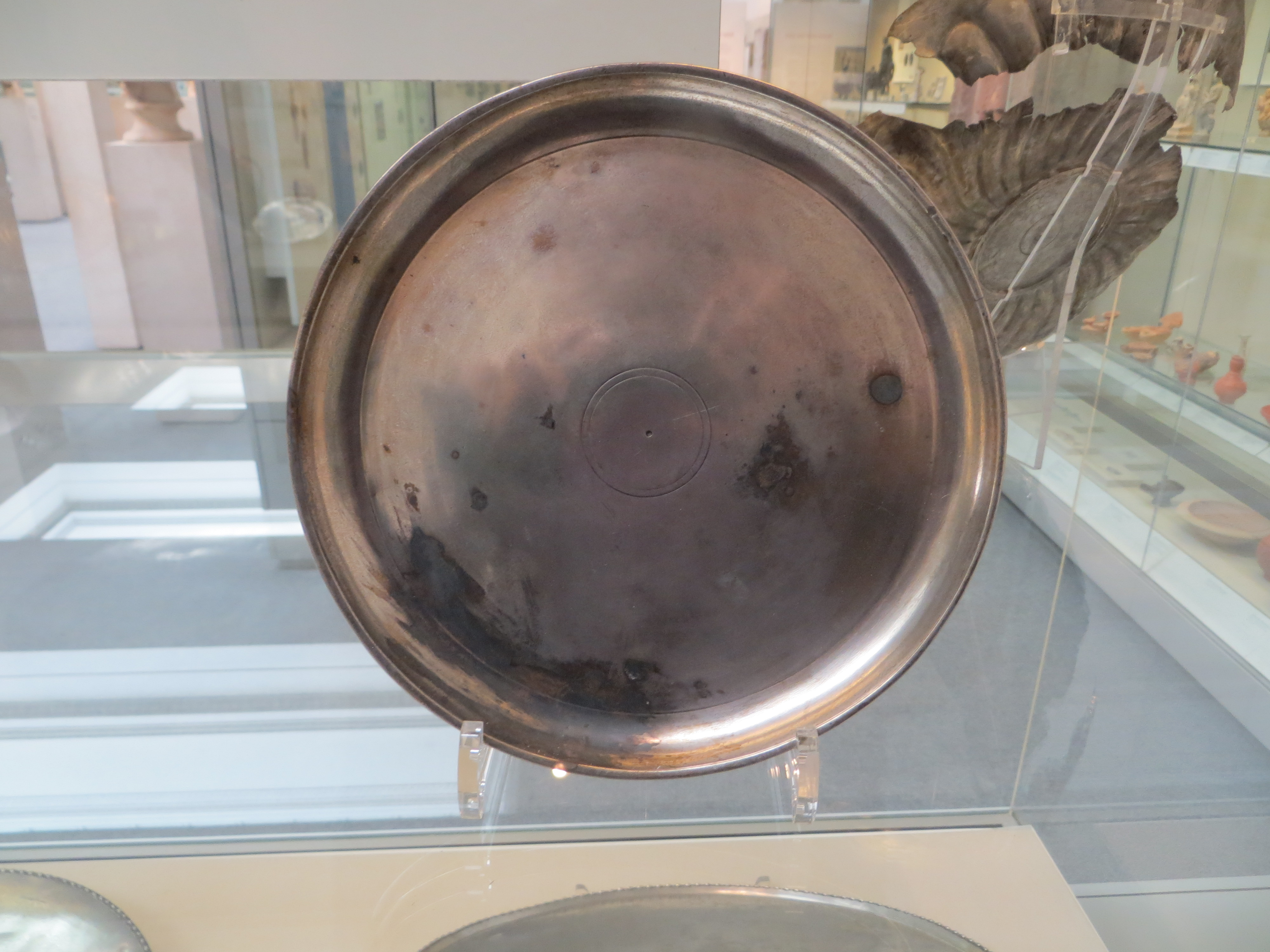
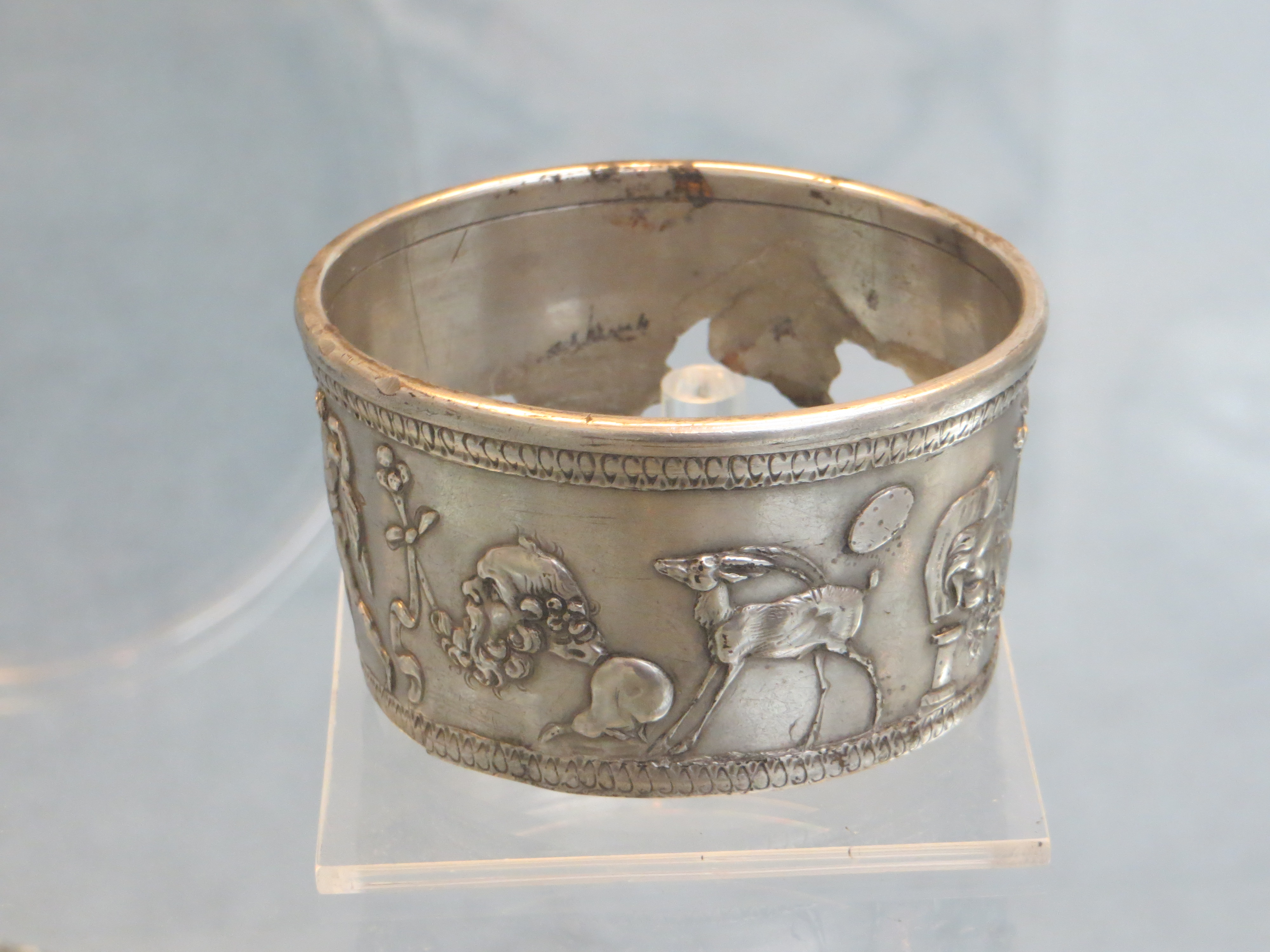
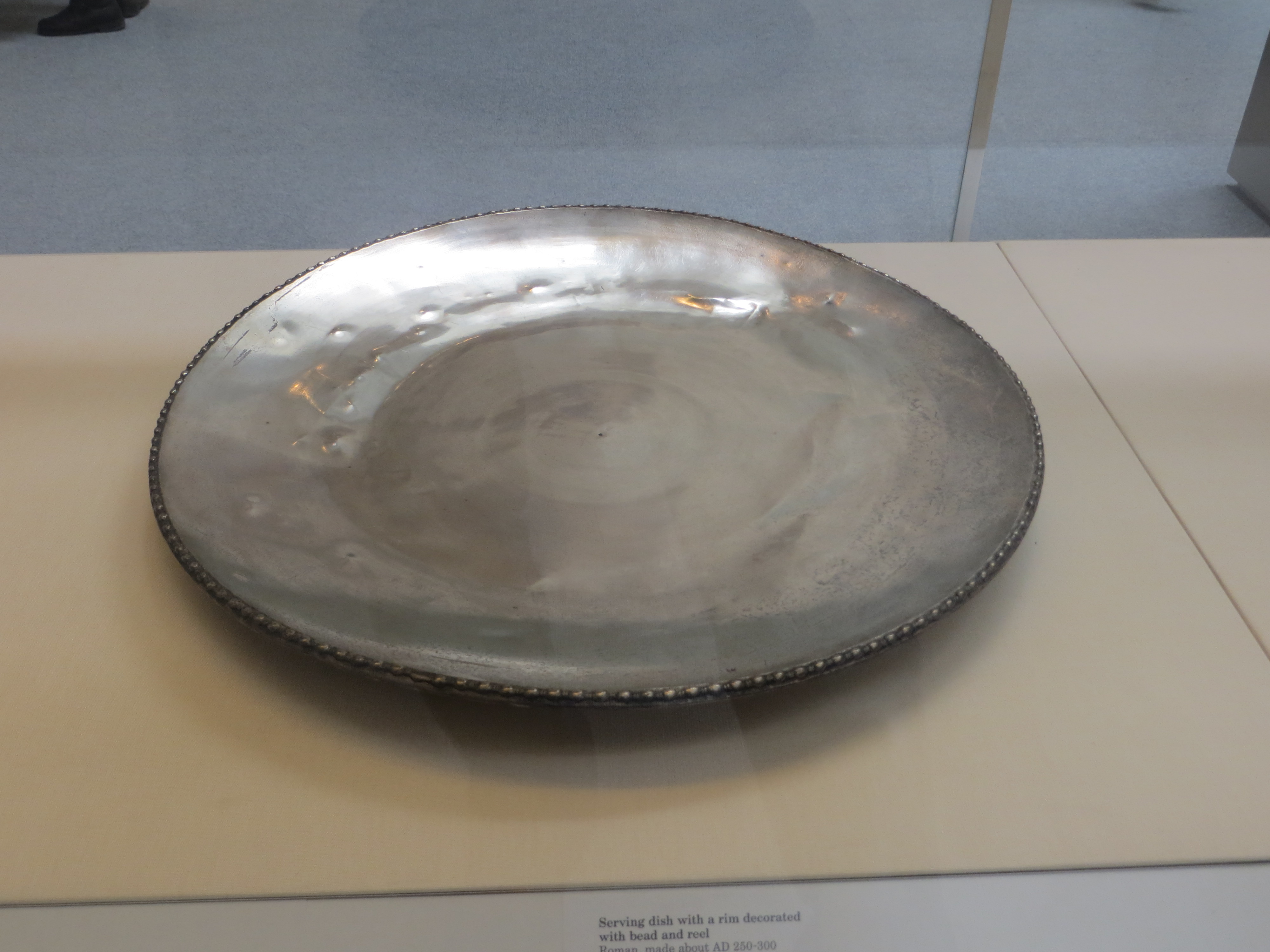